# Olympische Sommerspiele 1980/Teilnehmer (Angola)
| Gelbes Symbol für Goldmedaillen mit stilisierten Olympischen Ringen | Graues Symbol für Silbermedaillen mit stilisierten Olympischen Ringen | Braundes Symbol für Bronzemedaillen mit stilisierten Olympischen Ringen |
| ------------------------------------------------------------------- | --------------------------------------------------------------------- | ----------------------------------------------------------------------- |
| —                                                                   | —                                                                     | —                                                                       |

Angola nahm 1980 in Moskau, UdSSR, zum ersten Mal an Olympischen Spielen teil. Angola schickte eine Delegation von elf Sportlern (zehn Männer und eine Frau) zu den Spielen.

## Teilnehmer nach Sportarten

### Boxen
- José Luís de Almeida
Bantamgewicht: 17. Platz

- Abílio Cabral
Federgewicht: 17. Platz

- Alberto Coelho
Leichtgewicht: 17. Platz

### Leichtathletik
- Ilídio Coelho
100 Meter: Vorläufe

- Rubén Inácio
200 Meter: Vorläufe

- Bernardo Manuel
5000 Meter: Vorläufe

### Schwimmen
- Jorge Lima
100 Meter Freistil: Vorläufe
200 Meter Freistil: Vorläufe
100 Meter Rücken: Vorläufe
4 × 100 Meter Lagen: Vorläufe

- Francisco Lopes Santos
100 Meter Brust: Vorläufe
4 × 100 Meter Lagen: Vorläufe

- Marcos Daniel
100 Meter Schmetterling: Vorläufe
4 × 100 Meter Lagen: Vorläufe

- Fernando Lopes
4 × 100 Meter Lagen: Vorläufe

- Michele Pessoa
Frauen, 100 Meter Freistil: Vorläufe
Frauen, 100 Meter Rücken: Vorläufe